# Guqin
Il qin (琴), o guqin (古琴), è uno strumento musicale cinese appartenente alla famiglia degli strumenti a corda detti cetre o salteri a tavola. Il vocabolo è traslitterato anche ch'in. Il significato del termine guqin è "antico strumento a corda" e l'origine dello strumento risale a più di duemila anni fa. Il qin è fornito di sette corde di diverso diametro la cui accordatura più classica (zheng diao) corrisponde - a partire dalla corda più bassa - a do, re, fa, sol, la, do (ottava), re (ottava); il corpo in legno cavo funge anche da tastiera, e la tastatura viene indicata da bottoni di avorio intarsiati sul lato della cassa.
Il qin è disposto in posizione orizzontale, come la maggior parte delle cetre a tavola dell'asia orientale. Si pizzicano le corde con la mano destra, mentre la sinistra usa le tecniche del glissando e degli armonici. Il suono melodioso e caldo conferisce all'ascoltatore un senso di raccoglimento e meditazione.

## Storia
L'origine del qin è collocata tradizionalmente in una antichità remotissima: se ne attribuisce la creazione a mitici sovrani cinesi. Nel “Libro delle odi” (Shijing) si racconta che re Shun, salito al trono, secondo la tradizione, nel 2255 a.C., suonasse un qin per pacificare il suo regno.
L'archeologia ci permette di affermare che, almeno dal periodo della dinastia Zhou (1100-222 a.C.), il prototipo della cetra era largamente preminente nello yayue, la musica rituale di corte. Per alcuni musicologi è però solo all'inizio della nostra era che la costruzione del qin ha raggiunto la forma mantenuta fino ai giorni nostri. Altri autori propendono invece per il periodo Jin (265-420).
Il qin acquisì un ruolo centrale nella dottrina di Confucio (551-479 a.C.): secondo il filosofo, la musica moralmente corretta è mezzo di autocoltivazione dell'uomo superiore, ovvero il sovrano e il letterato, e, nel contempo, strumento di governo. Un'esecuzione appropriata sul qin diviene allora pratica finalizzata alla realizzazione dell'uomo virtuoso: si parla pertanto di qin dao, “Via del qin”.
Questi ideali confuciani sono fatti propri dalla dinastia Han (206 a.C.-220 d.C.) e così la cetra diviene indispensabile compagno per i letterati-burocrati; nell'elenco delle “sei arti”, base della formazione per la classe dirigente, insieme allo studio dei riti, del tiro con l'arco, della guida del carro, della calligrafia e della scienza dei numeri, si affiancava quello del qin. 
In seguito la fortuna del qin subisce fasi alterne, per rifiorire con l'avvento dei Song (960-1279); ed è proprio sotto questa dinastia che si definisce il canone esecutivo conservato sino ai nostri giorni. Con l'ultima dinastia, quella dei Qing (1644-1912), la pratica declina.
L'avvento della Repubblica (1912) vede la musica strumentale solistica, anche sotto l'influenza occidentale, conoscere un significativo sviluppo. Nel caso del qin, accanto all'avvio di un'attività concertistica di fronte a un pubblico, la prima metà del Novecento segna la rinascita degli studi sulla tradizione della cetra nelle cerchie intellettuali.
Dopo la creazione della Repubblica popolare (1949), la musica per qin ha potuto continuare a vivere, anche se lo stretto legame con l'ex-classe dirigente ha reso a volte difficile il suo percorso, in particolare durante la Rivoluzione culturale (1966-1976).
La condizione attuale della tradizione del qin, nonostante un significativo interesse dentro e fuori la Cina, è oggettivamente complessa. Il repertorio eseguito si è ridotto a un centinaio di brani, contro un corpus di alcune migliaia della Cina imperiale. Non ultimo, la tradizione della cetra ha perso in gran parte il suo valore di pratica volta all'autocoltivazione.
Nel 2003, proprio in ragione della sua difficile condizione, il repertorio per qin è stato designato dall'Unesco parte del patrimonio immateriale dell'umanità.

## Discografia
- Sou Si-tai, Le pêcheur et le bûcheron. Le qin, cithare des lettrés, AIMP LXXXII VDE-GALLO, CD-1214, 2007
- Tsar Teh-yun (1905-2007) maitre du qin (doppio cd+libretto 54 pp. francese/inglese), AIMP-VDE Gallo, VDE CD 1432/1433, 2014

## Videografia
- The Heart of Qin in Hong Kong, regia: Maryam Goormathtigh, 52', 2010 documentario, Hong Kong, China (Lingua: cantonese, sottotitoli: cinese e inglese)